# 中国（四川）自由贸易试验区
中国（四川）自由贸易试验区（英語：China (Sichuan) Pilot Free Trade Zone，简称四川自贸区）是中国大陆第三批自由贸易园区之一，于2016年8月由国务院获批，2017年4月1日正式挂牌成立。四川自贸区涵盖三个片区，包括成都天府新區片區、成都青白江鐵路港片區和川南臨港片區。其中川南临港片区位于泸州市龙马潭区，成都青白江铁路港片区位于成都市青白江区，天府新区片区位于成都市双流区、高新区、四川天府新区成都直管区。

## 历史
2013年12月，四川提交了设立自贸区的申请。2016年8月，国务院批准四川成立自贸区，为中国第三批自贸区。2017年3月15日，国务院印发《国务院关于印发中国（四川）自由贸易试验区总体方案的通知》。
2017年4月1日，四川自贸区正式挂牌成立，中共四川省委书记王东明为四川自贸区揭牌，四川省省長尹力為成都、川南片區授牌。自贸区成立后，成都某产业投资基金管理公司成为四川自贸试验区首家登记注册的企业。

## 规划方案

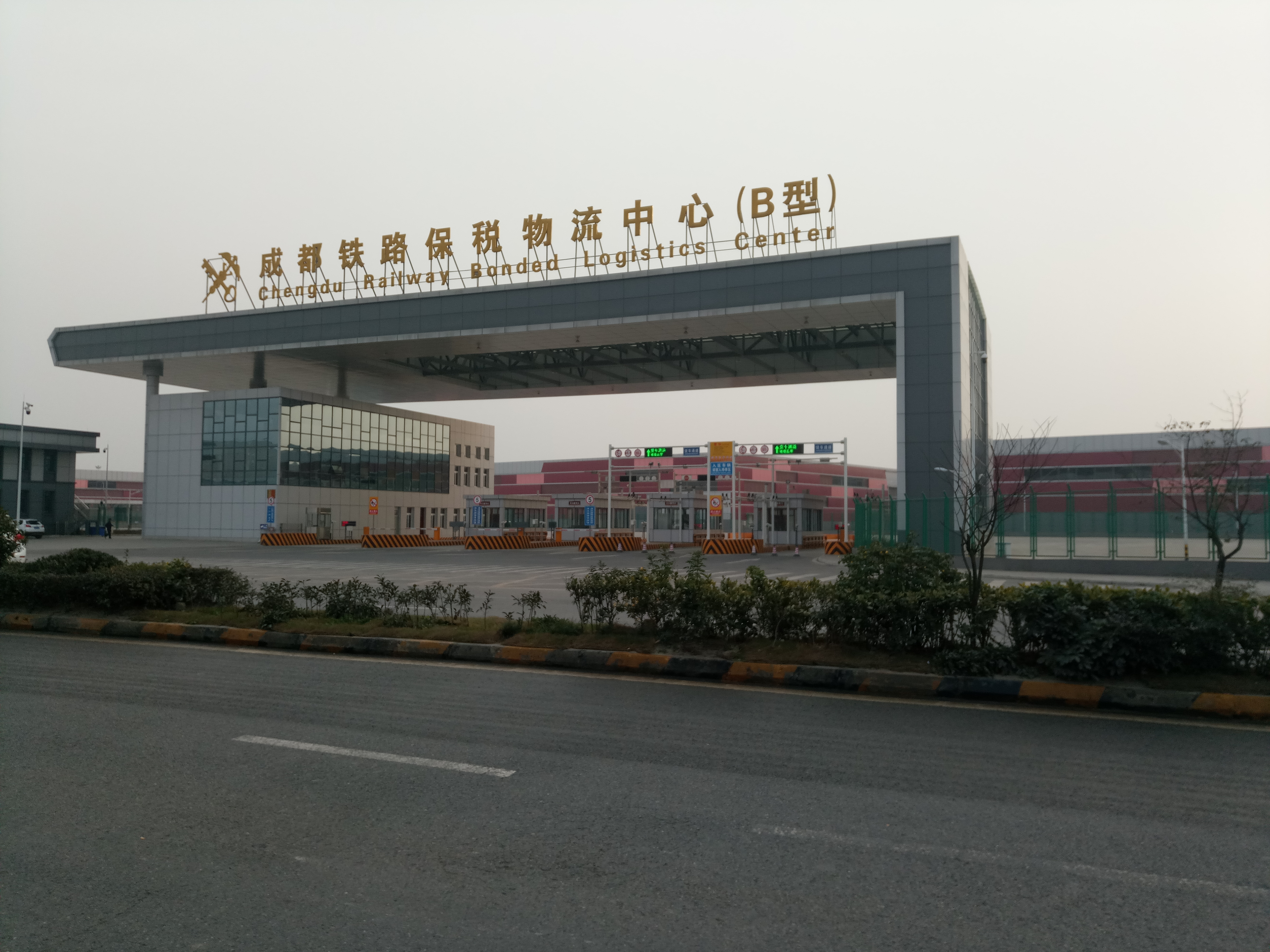
四川自由贸易区成都国际铁路港保税物流中心

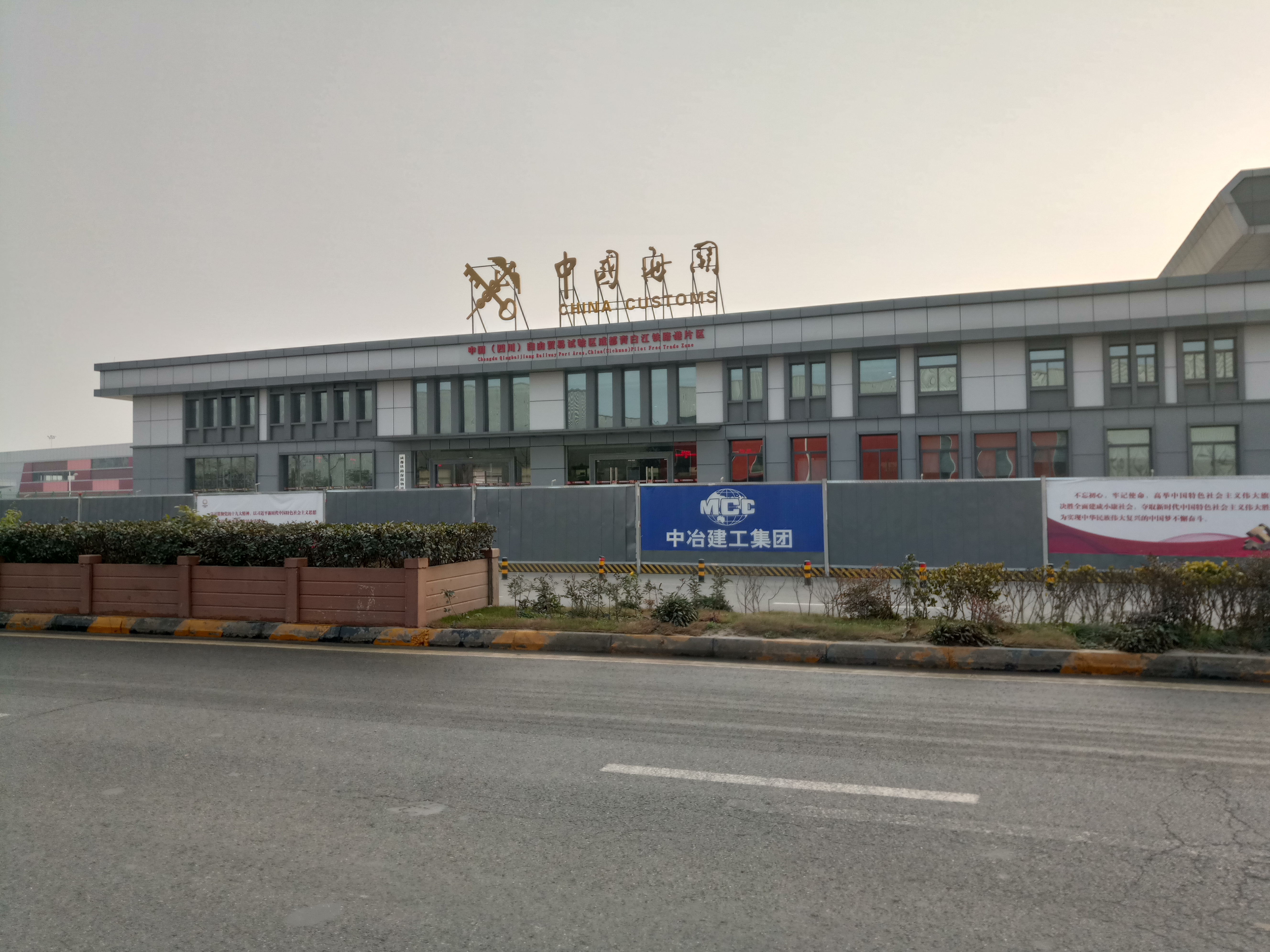
四川自由贸易区成都国际铁路港中国海关大楼

### 区域功能
四川自贸区由成都天府新區片區、成都青白江鐵路港片區和川南臨港片區组成，总面积119.99平方公里，具体的管辖范围、区域功能如下：
- 成都天府新區片區（90.32平方公里，含成都高新综合保税区区块四〔双流园区〕4平方公里、成都空港保税物流中心〔B型〕0.09平方公里），重點發展現代服務業、高端製造業、高新技術、臨空經濟、口岸服務等產業，该片区分别属于；
- 成都青白江鐵路港片區（9.68平方公里，含成都铁路保税物流中心〔B型〕0.18平方公里），重點發展國際商品集散轉運、分撥展示、保稅物流倉儲、國際貨代、整車進口、特色金融等口岸服務業和信息服務、科技服務、會展服務等現代服務業。2019年12月，青白江片区境內的成都国际铁路港综合保税区获批，它是成都第三个综合保税区，规划面积1.03平方公里，东至规划九路、南至规划八路、西至青白江大道、北至香岛大道。2020年11月4日，成都国际铁路港综合保税区通过预验收。[6]同年12月25日通過正式驗收。[7]
- 川南临港片区（19.99平方公里，含泸州港保税物流中心〔B型〕0.21平方公里），重點發展航運物流、港口貿易、教育醫療等現代服務業，以及裝備製造、現代醫藥、食品飲料等先進製造和特色優勢產業，着力建设国际酒类交易中心、区域金融服务中心、高端装备制造中心、现代商贸物流中心[5]。

為加快「空港新城」建設，经中共成都市委、市政府研究决定，自2017年4月1日起，简阳市丹景乡、玉成乡、草池镇、新民乡、三岔镇、福田乡、芦葭镇、董家埂乡、清风乡、坛罐乡、海螺乡、石板凳镇共12个整乡(镇)委托成都高新区管理。即成都高新区东部园区。

### 发展目标
根据《中国（四川）自由贸易试验区总体方案》，四川自貿區將按照「四區一高地（即建設西部門戶城市開發開放引領區、內陸開放戰略支撐帶先導區、國際開放通道樞紐區、內陸與沿海沿邊沿江協同開放示範區、內陸開放型經濟新高地）」的戰略定位，經過3至5年的改革探索，力爭建成法治环境规范、投资贸易便利、创新要素集聚、监管高效便捷、协同开放效果显著的高水平高标准自由贸易园区，在打造內陸開放型經濟高地、深入推進西部大開發和長江經濟帶發展中發揮示範作用。